# Overosaurus paradasorum
Overosaurus paradasorum es la única especie conocida del género extinto Overosaurus, un dinosaurio saurópodo saltasáurido que vivió a finales del periodo Cretácico, hace aproximadamente 83 millones de años durante el Campaniense, en lo que es hoy Sudamérica. 
Fue encontrado en la Formación Anacleto parte del Grupo Neuquén, en la Patagonia al sur de Argentina. Fue descrito y nombrado originalmente por Rodolfo A. Coria, Leonardo S. Filippi, Luis M. Chiappe, Rodolfo García y Andrea B. Arcucci en 2013 y la especie tipo es Overosaurus paradasorum. El género significa reptil del Cerro Overo, en referencia al lugar en donde fue encontrado, y la especie es en honor a Carlos Parada y su familia, que siempre fueron generosos, útiles y cooperativos en los trabajos en el área del Rincón de los Sauces. Overosaurus es conocido solamente a partir del espécimen holotipo MAU-Pv-CO-439 el cual consiste en una serie de vértebras completamente articuladas desde la décima vértebra cervical hasta la vigésima vértebra caudal, las últimas costillas cervicales, varias costillas dorsales articuladas con sus respectivas vértebras, un íleon derecho completo y un fragmento del íleon izquierdo. Se diferencia de otros taxones de titanosaurios usando una combinación de características.
El único espécimen conocido de Overosaurus paradasorum fue recuperado en la localidad de Cerro Overo en Patagonia, Argentina. El espécimen fue recolectado en 2002 por investigadores del Museo municipal Carmen Funes, el Museo Argentino Urquiza y el Museo de Historia Natural del Condado de Los Ángeles, en sedimentos terrestres depositados durante la etapa Campaniense del Cretácico Superior, hace aproximadamente 84 a 78 millones de años. Este ejemplar se encuentra en la colección del Museo Argentino Urquiza en Neuquén, Argentina. El espécimen fue encontrado por Carlos Parada y su familia, quienes brindaron apoyo logístico al personal del museo y asistencia durante el trabajo de campo. La localidad de Cerro Overo se informó originalmente como dentro de la Formación Anacleto del Grupo Neuquén, pero ahora se atribuye a la Formación Bajo de la Carpa.
Un análisis filogenético de Lithostrotia sitúa a Overosaurus en Aeolosaurini, como el taxón hermano de un grupo monofilético formado por Gondwanatitan faustoi, Pitekunsaurus macayai y las especies de Aeolosaurus. Overosaurus era de un tamaño relativamente pequeño, en comparación con otros litostrotios del Campaniano de la Patagonia, tales como los saltasáuridos y otros aeolosáuridos, con una longitud estimada en aproximadamente 10 metros de largo.